# Manolo (football, 1965)
Pour les articles homonymes, voir Manolo et Manuel Sánchez.
Manuel Sánchez Delgado dit Manolo est un footballeur espagnol né le 17 janvier 1965 à Cáceres (Espagne). Il évoluait au poste d'attaquant. Il remporte le Trophée Pichichi de meilleur buteur du championnat d'Espagne en 1992.

## Carrière

### En club
- ? - 1983 : Club Polideportivo Cacereño -  Espagne
- 1983 - 1985 : CE Sabadell -  Espagne
- 1985 - 1988 : Real Murcie -  Espagne
- 1988 - 1995 : Atlético de Madrid -  Espagne
- 1995 - 1996 : CP Mérida -  Espagne

### En équipe nationale
Il débute en équipe nationale le 16 novembre 1988 contre l'Irlande.

## Palmarès
- Vainqueur de la Coupe d'Espagne de football en 1991 et 1992 avec l'Atlético de Madrid
- Pichichi en 1992 avec l'Atlético de Madrid